# 稲荷山資生
稲荷山 資生（いなりやま すけお、1895年（明治28年）5月15日 - 1976年（昭和51年）5月22日）は、日本の植物学者である。旧姓は土岐。

## 経歴・人物
大分県に生まれ、京都帝国大学（現在の京都大学）入学し理学部植物学科に所属する。1927年（昭和2年）に卒業後は、東京高等師範学校（後の東京教育大学、現在の筑波大学）に勤務し同校で教鞭を執った。その後は東京文理科大学の教授を経て、1949年（昭和24年）に両校は統合され東京教育大学の教授として活動をする。
1955年（昭和30年）より奈良教育大学の学長に就任し、1971年（昭和46年）に退任するまで細胞生物学の研究に携わった。特にヒガンバナ属の模型を用いた種分化の解明に貢献したことにより、理学博士を取得した。

## 著書
- 『植物地理学』
- 『生物の遺伝及変異』
- 『生物のふえ方』
- 『一般教育の生物学』